# 仙北市
仙北市（せんぼくし）は、秋田県東部に位置する市。

## 地理

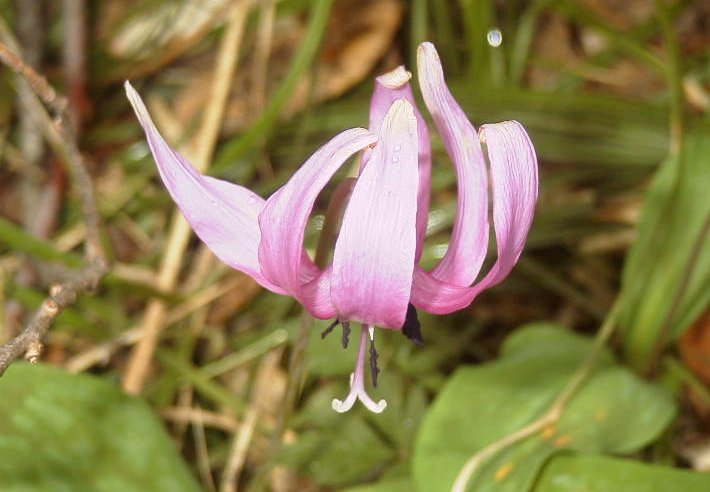
カタクリ（仙北市で撮影）

秋田県の東部中央に位置し、東側は主に岩手県雫石町と接している。市のほぼ中央に田沢湖があり、東に秋田駒ヶ岳、北に八幡平、南は仙北平野へと開ける。
田沢湖地区は日本で最も深い湖・田沢湖がある。農林業と観光業が盛んで、小規模な縄文遺跡が点在し、北部に位置する玉川温泉の北投石は国指定の特別天然記念物である。角館地区は武家屋敷を中心とした重要伝統的建造物群保存地区があり、「みちのくの小京都」と呼ばれる歴史の町であるとともに、桜の名所である桧木内川堤を擁する。秋田新幹線開業後は更に観光客が増加し、東北有数の観光地となっている。
西木町地区は、大きい西明寺栗や八津地区のカタクリの群生があり、自然と歴史の町となっている。
- 山：八幡平、秋田駒ヶ岳、烏帽子岳（乳頭山）、倉沢山、秋田焼山、羽後朝日岳
- 河川：桧木内川、玉川、入見内川
- 湖沼：田沢湖、神代調整地、秋扇湖、宝仙湖、垂天池沼

## 気候
（田沢湖#気候も参照）

盆地特有の気候で明確な四季を持っているのが特徴。気温の年較差が40度以上あるため秋田県内では最も寒暖の差が大きく、特に冬季の気候に関しては全国の中で見れば北海道の旭川市や石狩市、千歳市、釧路市、岩手県の八幡平や雫石町、西和賀町、青森県の酸ヶ湯周辺、山形県の大蔵村、長野県の北信地方（特に白馬村周辺）程ではないものの、仙北市全地域で平均気温が氷点下を下回る厳寒な地域である。
当地域の南北間では気候、降水量・降雪量ともに大きな差があるだけでなく、日本有数の豪雪地帯でも知られ、角館町を除くほぼ全域が特別豪雪地帯に指定されている。特に毎年、冬の2月頃（年によってはごくまれに初春の3月頃まで）の時期は北西風や線状降雪帯、果ては田沢湖周辺からもたらされたレイクエフェクトによる雪雲も手伝い、多量の湿雪が降りやすく平野部でも最深積雪が多い所で1m以上に達することも珍しくなく、年間の平均降雪日数に関しては概ね110日程度と日本国内の都市の中で比較的上位に入る。また、夏季の気候に関しては30℃以上の真夏日になることも少なくないものの、奥羽山脈や駒ヶ岳、田沢湖周辺の冷涼な気候の影響を直接受けやすいためか、35℃以上の猛暑日・酷暑日になることは極めて多くない。
| 角館（1991年 - ）の気候            | 角館（1991年 - ）の気候 | 角館（1991年 - ）の気候 | 角館（1991年 - ）の気候 | 角館（1991年 - ）の気候 | 角館（1991年 - ）の気候 | 角館（1991年 - ）の気候 | 角館（1991年 - ）の気候 | 角館（1991年 - ）の気候 | 角館（1991年 - ）の気候 | 角館（1991年 - ）の気候 | 角館（1991年 - ）の気候 | 角館（1991年 - ）の気候 | 角館（1991年 - ）の気候 |
| 月                                 | 1月                     | 2月                     | 3月                     | 4月                     | 5月                     | 6月                     | 7月                     | 8月                     | 9月                     | 10月                    | 11月                    | 12月                    | 年                      |
| ---------------------------------- | ----------------------- | ----------------------- | ----------------------- | ----------------------- | ----------------------- | ----------------------- | ----------------------- | ----------------------- | ----------------------- | ----------------------- | ----------------------- | ----------------------- | ----------------------- |
| 最高気温記録 °C （°F）             | 10.0 (50)               | 18.8 (65.8)             | 21.8 (71.2)             | 30.4 (86.7)             | 33.3 (91.9)             | 34.5 (94.1)             | 38.1 (100.6)            | 38.1 (100.6)            | 35.8 (96.4)             | 29.5 (85.1)             | 24.3 (75.7)             | 17.8 (64)               | 38.1 (100.6)            |
| 平均最高気温 °C （°F）             | 1.5 (34.7)              | 2.7 (36.9)              | 6.9 (44.4)              | 14.7 (58.5)             | 21.1 (70)               | 25.2 (77.4)             | 28.1 (82.6)             | 29.7 (85.5)             | 25.5 (77.9)             | 18.7 (65.7)             | 11.1 (52)               | 4.1 (39.4)              | 15.8 (60.4)             |
| 日平均気温 °C （°F）               | −1.6 (29.1)             | −1.1 (30)               | 2.1 (35.8)              | 8.5 (47.3)              | 14.8 (58.6)             | 19.4 (66.9)             | 23.0 (73.4)             | 24.1 (75.4)             | 19.7 (67.5)             | 12.9 (55.2)             | 6.3 (43.3)              | 0.8 (33.4)              | 10.7 (51.3)             |
| 平均最低気温 °C （°F）             | −4.9 (23.2)             | −4.7 (23.5)             | −2.1 (28.2)             | 2.9 (37.2)              | 9.2 (48.6)              | 14.6 (58.3)             | 19.0 (66.2)             | 19.8 (67.6)             | 15.2 (59.4)             | 8.1 (46.6)              | 2.2 (36)                | −2.1 (28.2)             | 6.4 (43.5)              |
| 最低気温記録 °C （°F）             | −16.3 (2.7)             | −16.7 (1.9)             | −12.9 (8.8)             | −8.8 (16.2)             | −0.5 (31.1)             | 5.3 (41.5)              | 10.8 (51.4)             | 11.3 (52.3)             | 3.4 (38.1)              | −0.9 (30.4)             | −8.2 (17.2)             | −13.0 (8.6)             | −16.7 (1.9)             |
| 降水量 mm （inch）                 | 171.6 (6.756)           | 140.5 (5.531)           | 135.7 (5.343)           | 129.1 (5.083)           | 148.7 (5.854)           | 152.3 (5.996)           | 273.6 (10.772)          | 254.9 (10.035)          | 180.5 (7.106)           | 171.5 (6.752)           | 202.5 (7.972)           | 197.8 (7.787)           | 2,158.4 (84.976)        |
| 降雪量 cm （inch）                 | 218 (85.8)              | 175 (68.9)              | 95 (37.4)               | 7 (2.8)                 | 0 (0)                   | 0 (0)                   | 0 (0)                   | 0 (0)                   | 0 (0)                   | 0 (0)                   | 12 (4.7)                | 130 (51.2)              | 630 (248)               |
| 平均降水日数 （≥1.0 mm）           | 22.3                    | 19.6                    | 18.0                    | 13.9                    | 13.0                    | 11.2                    | 14.2                    | 12.5                    | 13.3                    | 15.2                    | 18.8                    | 21.8                    | 193.8                   |
| 平均月間日照時間                   | 50.9                    | 69.1                    | 108.3                   | 155.9                   | 187.9                   | 176.8                   | 149.0                   | 183.4                   | 150.3                   | 135.9                   | 90.7                    | 54.0                    | 1,512.2                 |
| 出典1：Japan Meteorological Agency |                         |                         |                         |                         |                         |                         |                         |                         |                         |                         |                         |                         |                         |
| 出典2：気象庁                      |                         |                         |                         |                         |                         |                         |                         |                         |                         |                         |                         |                         |                         |

## 人口
秋田県内の市ではにかほ市に次いで2番目に人口が少ない。また、日本の市で人口密度が夕張市、芦別市、士別市(いずれも北海道に位置する)に次いで4番目に低く、本州の市では最も低い。
| |                                        |  |
| 仙北市と全国の年齢別人口分布（2005年） | 仙北市の年齢・男女別人口分布（2005年） |  |
| ■紫色 ― 仙北市 ■緑色 ― 日本全国 | ■青色 ― 男性 ■赤色 ― 女性              |  |
| 仙北市（に相当する地域）の人口の推移 \| 1970年（昭和45年） \| 39,216人 \| \| \| 1975年（昭和50年） \| 38,830人 \| \| \| 1980年（昭和55年） \| 39,098人 \| \| \| 1985年（昭和60年） \| 38,348人 \| \| \| 1990年（平成2年） \| 36,297人 \| \| \| 1995年（平成7年） \| 34,945人 \| \| \| 2000年（平成12年） \| 33,565人 \| \| \| 2005年（平成17年） \| 31,868人 \| \| \| 2010年（平成22年） \| 29,568人 \| \| \| 2015年（平成27年） \| 27,523人 \| \| \| 2020年（令和2年） \| 24,610人 \| \| |                                        |  |
| 総務省統計局 国勢調査より |                                        |  |
| 1970年（昭和45年） | 39,216人                               |  |
| 1975年（昭和50年） | 38,830人                               |  |
| 1980年（昭和55年） | 39,098人                               |  |
| 1985年（昭和60年） | 38,348人                               |  |
| 1990年（平成2年） | 36,297人                               |  |
| 1995年（平成7年） | 34,945人                               |  |
| 2000年（平成12年） | 33,565人                               |  |
| 2005年（平成17年） | 31,868人                               |  |
| 2010年（平成22年） | 29,568人                               |  |
| 2015年（平成27年） | 27,523人                               |  |
| 2020年（令和2年） | 24,610人                               |  |

## 歴史
- 2005年（平成17年）9月20日 - 仙北郡角館町・田沢湖町・西木村が合併し発足。同時に市章を制定する[5]。
- 2013年（平成25年）8月9日 - 秋田・岩手豪雨により、仙北市田沢湖田沢供養佛地区において、斜面崩壊を起因とする土石流が発生し6人が死亡[6][7]。
- 2015年（平成27年）8月28日 - 「農業・医療ツーリズム」のための改革拠点として国家戦略特区（地方創生特区）に指定された[8]。
- 2020年（令和2年）12月21日 - 角館駅近くにある仙北市健康管理センターの隣地に建設されていた新しい角館庁舎が完成し、この日より業務を開始[9]。従前の角館町庁舎は東勝楽丁庁舎に名称を変更された後、翌年に除却・解体された。なお、業務開始に先立つ12月1日付で市役所の機構再編が行われている[10]。

### 名称決定までの経緯
合併に関しては平成15年9月に「角館と田沢湖を連ねたものとする」という協議を行った。協議会は名称の選定に住民アンケートを提案。その結果、最終段階で「みちのく」・「角館」・「田沢湖」・「北の都」が候補となったが、「角館」「田沢湖」では両町の対立が解消できず、「みちのく」は周辺の東北各県（特に太平洋側）の自治体の反対（「みちのく」は陸奥国のことであり、旧出羽国にあたるこの地区は入っていない）によって、協議会議長が採決に持ち込めない事態に陥った。再度協議会の協議による名称決定により、3次選考でいったん候補から外されていた「仙北市」へと落ち着いた。
その後、旧田沢湖町と旧角館町の対立は深刻化し、旧角館町町長が協議会脱退を宣言。しかし実際には旧角館町を含めた3町村による合併が成立した。

### 合併後の地名
一部の地域によっては、地区名がはずされたり、小字がついたり離れたりしている。但し、旧田沢湖町だけ合併後は「仙北市田沢湖町」ではなく「仙北市田沢湖」と表記されている。
- 仙北市田沢湖（旧田沢湖町）
- 仙北市角館町（旧角館町）
- 仙北市西木町（旧西木村）

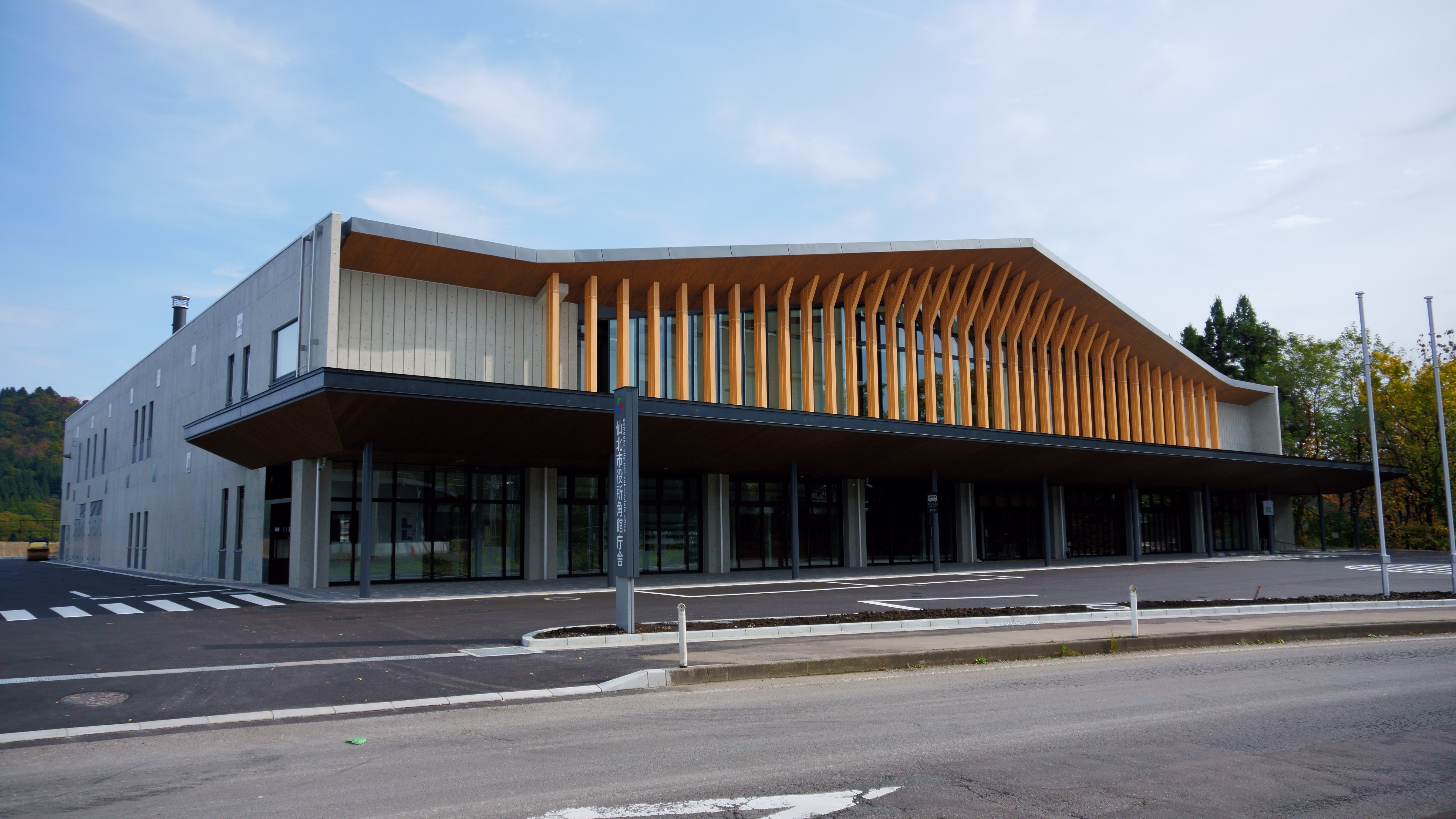
角館庁舎
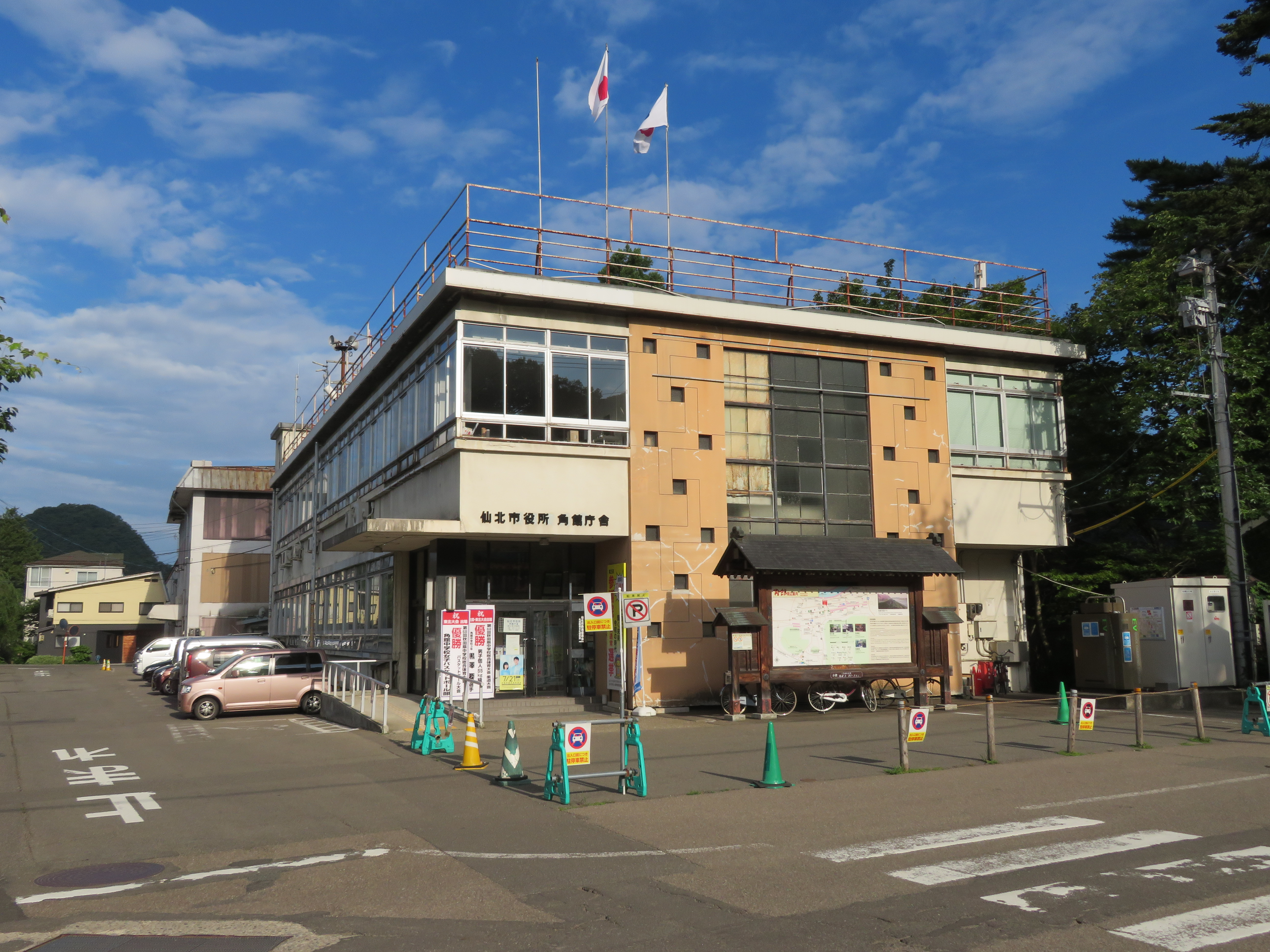
東勝楽丁庁舎（旧角館町役場）
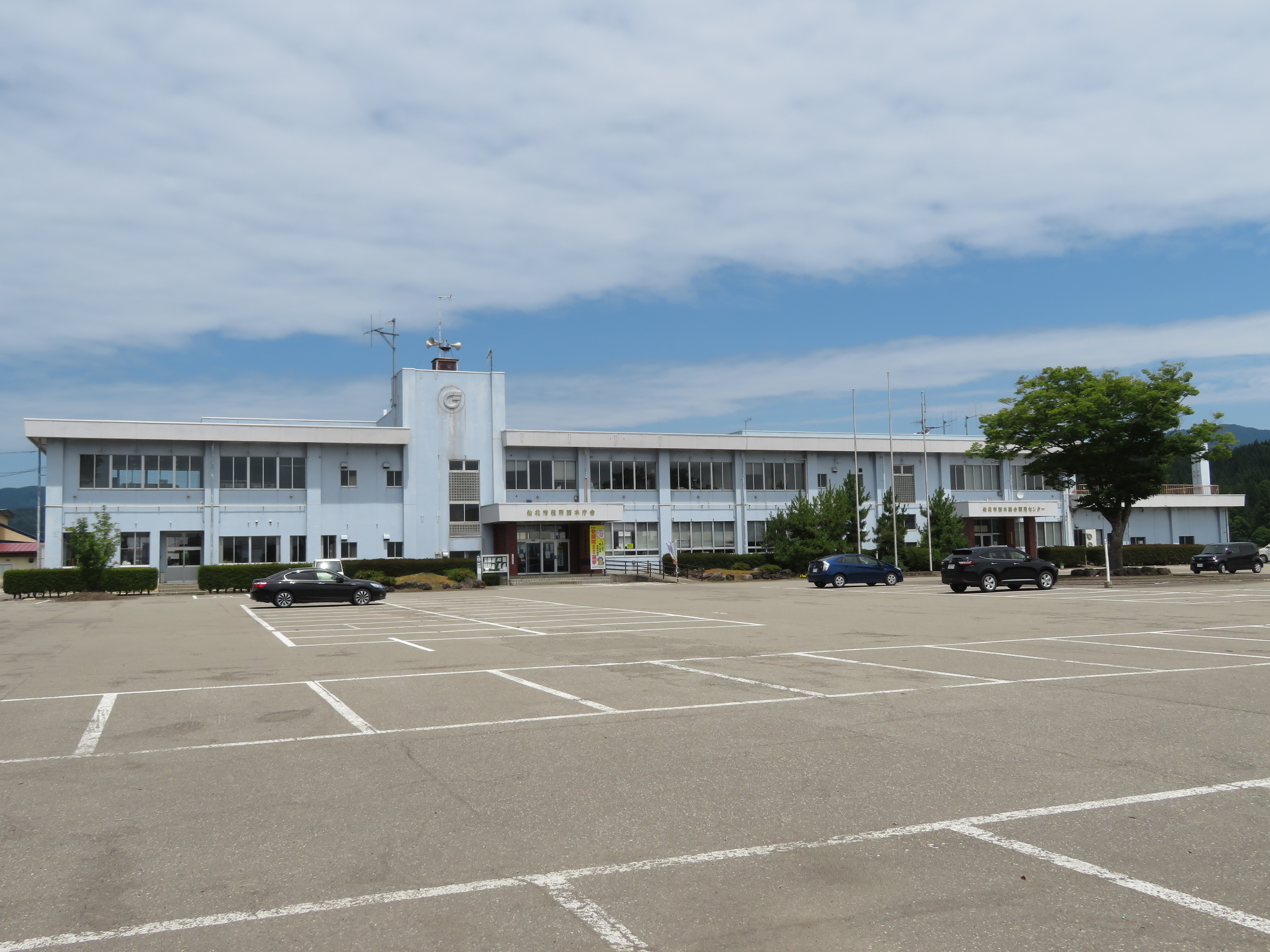
西木庁舎（旧西木村役場）

## 行政

### 市長
- 市長：田口知明（2021年10月30日就任、1期目）

| 代         | 期         | 氏名     | 就任                       | 退任                       | 備考             |
| ---------- | ---------- | -------- | -------------------------- | -------------------------- | ---------------- |
| 職務代行者 | 職務代行者 | 佐藤清雄 | 2005年（平成17年）9月20日  | 2005年（平成17年）10月30日 | 旧田沢湖町長     |
| 1          | 1          | 石黒直次 | 2005年（平成17年）10月31日 | 2009年（平成21年）10月29日 | 旧角館町長       |
| 2          | 2          | 門脇光浩 | 2009年（平成21年）10月30日 | 2021年（令和2年）10月29日  | 元秋田県議会議員 |
| 2          | 3          | 門脇光浩 | 2009年（平成21年）10月30日 | 2021年（令和2年）10月29日  | 元秋田県議会議員 |
| 2          | 4          | 門脇光浩 | 2009年（平成21年）10月30日 | 2021年（令和2年）10月29日  | 元秋田県議会議員 |
| 3          | 5          | 田口知明 | 2021年10月30日             | 現職                       |                  |

### 市章
一般公募1003点から福岡県在住（当時）者の作品が採用された。
- 「Senboku」の頭文字である「S」をデザイン化したもので、黄緑色・橙色・藍色の三色を用いて、3町村の集結と新市への発展、広がりなどを表したものである。

## 議会

### 市議会
- （初代議長）2005年（平成17年）12月：佐藤峯夫（旧・田沢湖町議会議長、元田沢湖町長）

合併当初の議員報酬は議長が月額408,000円、副議長が月額357,000円、議員は月額340,000円と定められた。旧町村時から比較すると、報酬額が大幅に増えて、2倍近くになっている。その他に年間12万円の政務調査費がある。

### 県議会
- 定数：1人
- 選挙区：仙北市選挙区

| 議員名 | 会派名     | 備考             |
| ------ | ---------- | ---------------- |
| 髙橋豪 | 自由民主党 | 元仙北市議会議員 |

### 衆議院
- 選挙区：秋田3区

## 産業
- わらび座…日本三大劇団[要出典]の1つ
- 田沢湖ビール…地ビール（クラフトビール）
- 田沢湖湖畔の杜ビール…地ビール（クラフトビール）
- 安藤醸造…醤油味噌
- インスペック（東証2部上場）
- 伏見屋ホールディングス

### 金融機関
- 秋田銀行
  - 田沢湖支店
  - 角館支店
- 北都銀行
  - 田沢湖支店
  - 角館支店
- 羽後信用金庫角館支店
- 秋田おばこ農業協同組合
  - 田沢湖支店
  - 角館支店
  - 西木支店

## 郵便

### 集配局
- 角館郵便局（ゆうゆう窓口設置局）
- 西明寺郵便局
- 田沢湖郵便局

### 無集配
- 羽後白岩郵便局
- 上桧木内郵便局
- 雲沢郵便局
- 神代郵便局
- 田沢郵便局
- 中川郵便局
- 桧木内郵便局

### 簡易郵便局
- 田沢湖高原簡易郵便局

## 教育

### 高等学校
- 秋田県立角館高等学校

### 中学校
- 仙北市立角館中学校
- 仙北市立神代中学校
- 仙北市立生保内中学校
- 仙北市立西明寺中学校
- 仙北市立桧木内中学校

### 小学校
- 仙北市立角館小学校
- 仙北市立白岩小学校
- 仙北市立中川小学校
- 仙北市立神代小学校
- 仙北市立生保内小学校
- 仙北市立西明寺小学校
- 仙北市立桧木内小学校

### 特別支援学校
- 秋田県立大曲支援学校せんぼく校：2013年に秋田県立大曲養護学校せんぼく分教室として発足、2016年に高等部設置と同時に角館高等学校定時制校舎の敷地内に移転し、現名称に改称。

## 姉妹都市・提携都市

### 日本国内
姉妹都市
- 長崎県大村市 1979年（昭和54年）7月18日に、旧角館町が姉妹都市提携

提携都市
- 香川県さぬき市 1996年（平成8年）9月28日に旧角館町が旧・志度町と友好都市提携
- 山形県新庄市 1996年（平成8年）7月27日に旧角館町が災害時防災協定締結
- 茨城県高萩市 1996年（平成8年）7月27日に旧角館町が災害時防災協定締結
- 茨城県常陸太田市 1998年（平成10年）11月21日に旧角館町が旧・金砂郷町と有縁友好交流締結

その他
- みちのくの小京都「角館」として全国京都会議に加盟している。

## 交通

### 鉄道
東日本旅客鉄道（JR東日本）
- 田沢湖線
  - 角館駅 - 生田駅 - 神代駅 - 刺巻駅 - 田沢湖駅

このうち角館駅と田沢湖駅は秋田新幹線の停車駅である。
秋田内陸縦貫鉄道
- 秋田内陸線
  - 戸沢駅 - 上桧木内駅 - 左通駅 - 羽後中里駅 - 松葉駅 - 羽後長戸呂駅 - 八津駅 - 西明寺駅 - 羽後太田駅 - 角館駅

### バス
- 羽後交通
  - 角館営業所
  - 田沢湖営業所
    - 田沢湖乗車券販売所（田沢湖駅構内）
- 仙北市民バス

### 道路

#### 高速道路
- 角館バイパス（盛岡秋田道路）

#### 一般国道
- 国道46号
  - 仙岩情報ステーション（旧：仙岩道路資料館）
- 国道105号
- 国道341号

#### 秋田県道

##### 主要地方道
- 秋田県道10号本荘西仙北角館線
- 秋田県道23号大更八幡平線（八幡平アスピーテライン）[15]
- 秋田県道38号田沢湖西木線
- 秋田県道50号大曲田沢湖線
- 秋田県道60号田沢湖畔線

##### 一般県道
- 秋田県道127号駒ケ岳線
- 秋田県道181号神代停車場線
- 秋田県道194号西山生保内線
- 秋田県道247号相内潟潟野線
- 秋田県道248号春山田沢線
- 秋田県道250号日三市角館線
- 秋田県道253号角館長野線
- 秋田県道257号広久内角館停車場線
- 秋田県道258号白岩角館線
- 秋田県道318号八幡平公園線（八幡平樹海ライン）[15]
- 秋田県道321号上桧木内玉川線

##### 市道
- 旧・秋田県道182号田沢湖停車場線（2006年に県道の認定解除、市道へ変更）

## 名所・旧跡・観光地

### 温泉
- 八幡平温泉郷（国民保養温泉地）
  - 玉川温泉
  - 大深温泉
- 乳頭温泉郷（国民保養温泉地）
- 田沢湖高原温泉郷（国民保養温泉地）
- 水沢温泉郷
- かくのだて温泉（日帰り温泉施設）
- 花葉館（かようかん/宿泊と温泉施設）
- 夏瀬温泉
- 西木温泉
- 温泉ゆぽぽ（あきた芸術村の宿泊と温泉施設）

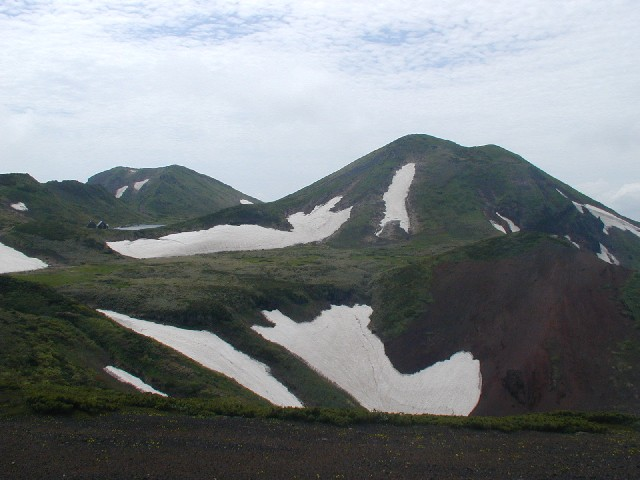
秋田駒ヶ岳

### 名所
- 十和田八幡平国立公園
- 田沢湖
- 秋田駒ヶ岳
- 抱返り渓谷
- 桧木内川堤（ひのきないかわつつみ）
- 角館のシダレザクラ
- 刺巻湿原（ミズバショウ群生地）
- 八津地区のカタクリ群生地
- 二天の滝
- ドラゴンアイ(鏡沼)

### 観光地

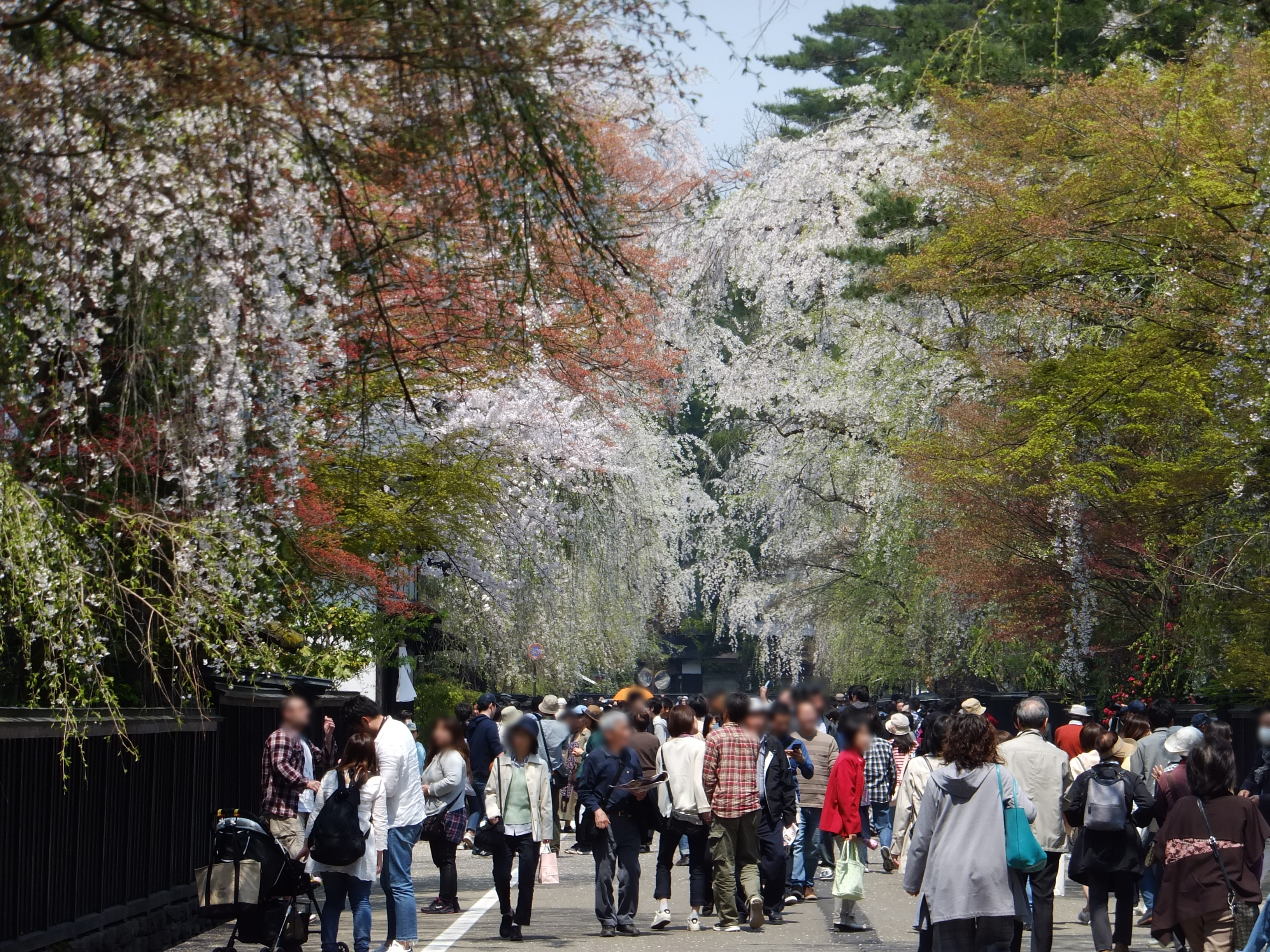
角館町の武家屋敷通り

- 武家屋敷通り
- あきた芸術村
- 安藤醸造元
- 新潮社記念文学館

### スポーツ施設
- たざわ湖スキー場
- 仙北市落合運動公園落合野球場

## 祭事・催事

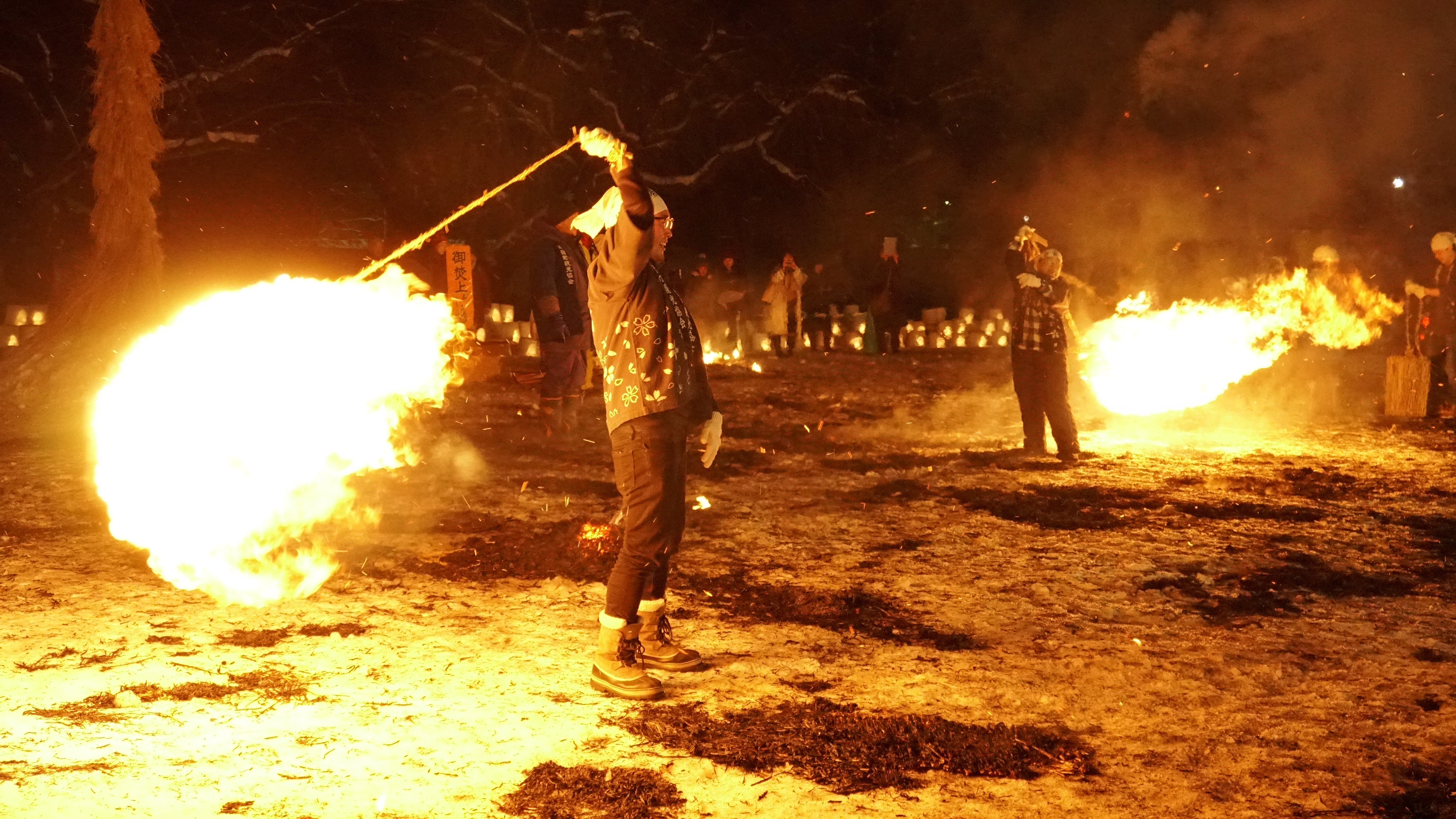
火振りかまくら

角館の桜まつりの時期は毎年、百数十万人の観光客が訪れるが、
東北地方太平洋沖地震後の2011年（平成23年）は花見開幕に際し「まつり」の言葉を自粛して「がんばろう東北 角館の桜」と名称を変え、夜間照明を控えて6日間の期間短縮と各日2時間の時間短縮をした上での開催を決め、またチャリティーイベントも計画した。
- 上桧木内の紙風船上げ（西木町 - 2月10日）
- 田沢湖マラソン（田沢湖 - 9月第3日曜日）
- 角館の桜まつり（角館町 - 4月中旬から5月6日）
- 火振りかまくら（角館町 - 2月）
- 刺巻の水芭蕉（田沢湖刺巻 - 4月下旬から5月6日）
- 西木のかたくり（西木町 - 4月下旬から5月6日）
- 角館のお祭り（角館町 - 9月7 - 9日、「角館祭りのやま行事」は重要無形民俗文化財）
- 抱返り渓谷の紅葉（角館町・田沢湖 - 10月から11月）

## 著名な出身者

### 政治
- 御法川英文（元自由民主党衆議院議員、元秋田県議会議員）旧田沢湖町
- 佐竹敬久（秋田県知事、元秋田市長）旧角館町

### 芸能・文化
- 草薙良一（俳優・演出家）旧角館町
- 山谷初男（俳優）旧角館町
- 柳家さん若（落語家）
- 佐藤貞子（民謡歌手）旧田沢湖町
- 平岡均之 (作曲家) 旧田沢湖町
- 藤あや子（歌手）旧角館町
- ha-j（作曲家・編曲家・ミュージシャン）旧角館町
- 矢野立美（作曲家）旧角館町
- 下田菊太郎（建築家）旧角館町
- 佐藤義亮（新潮社創業者）旧角館町
- 西木正明（作家）旧西木村
- 塩野米松（作家）旧角館町
- 田口掬汀（小説家、劇作家、美術評論家）旧角館町
- 田口省吾（洋画家）旧角館町
- 平福穂庵（日本画家）旧角館町
- 平福百穂（日本画家、歌人）旧角館町

### 教育・学術
- 中田易直（学者、中央大学名誉教授）旧角館町

### スポーツ
- 松本豊（元プロ野球選手）旧角館町
- 水沢英樹（元プロ野球選手）旧田沢湖町
- 赤上優人（元プロ野球選手）
- 小木田敦也（プロ野球選手）
- 荒木田裕子（元バレーボール選手）旧田沢湖町
- 田口成浩（プロバスケットボール選手）旧角館町
- 髙橋靖彦（ラート競技選手）旧角館町
- 菅原大道（サッカー選手）旧角館町